# Католик, що не сповідує віру
Втрачений католик, також відомий як католик-відступник — це хрещений католик, який не практикує вірування.   Така особа все ще може ідентифікувати себе як католика  і залишається католиком відповідно до канонічного права. 